# Persone di cognome Greene
| Questa pagina contiene informazioni ricavate automaticamente dalle voci biografiche con l'ausilio del template Bio e di un bot. L'aggiornamento è periodico e automatico e ricostruisce completamente la pagina. Se manca una persona in questa lista, sei pregato di non aggiungerla, ma accertati piuttosto che la sua voce biografica contenga il template Bio e che i dati anagrafici siano correttamente compilati. Se il template Bio manca, inseriscilo tu stesso o, in alternativa, metti l'avviso {{tmp\|Bio}} che ne segnala la mancanza. Se i dati riportati sono sbagliati, correggi direttamente la voce biografica; le modifiche saranno visibili in questa lista entro pochi giorni. Per chiarimenti vedi il progetto antroponimi. La lista contiene solo le 66 persone che sono citate nell'enciclopedia e per le quali è stato implementato correttamente il template Bio. Pagina aggiornata al 7 ago 2025. |

Questa è una lista di persone presenti nell'enciclopedia che hanno il cognome Greene, suddivise per attività principale.

## Architetti(1)
- Greene and Greene, architetto statunitense (n. 1868 - † 1957)

## Astrologhe(1)
- Liz Greene, astrologa e psicologa britannica (Englewood, n. 1946)

## Attori(7)
- Daniel Greene, attore statunitense (Miami, n. 1960)
- Graham Greene, attore canadese (Brantford, n. 1952)
- Leon Greene, attore e basso britannico (East Ham, n. 1931 - † 2021)
- Lorne Greene, attore, cantante e conduttore radiofonico canadese (Ottawa, n. 1915 - Santa Monica, † 1987)
- Paul Greene, attore canadese (Wetaskiwin, n. 1974)
- Peter Greene, attore statunitense (Montclair, n. 1965)
- Richard Greene, attore inglese (Plymouth, n. 1918 - Holt, † 1985)

## Attrici(4)
- Evie Greene, attrice e cantante britannica (Portsmouth, n. 1875 - Portsmouth, † 1917)
- Ashley Greene, attrice statunitense (Jacksonville, n. 1987)
- Lizzy Greene, attrice statunitense (Dallas, n. 2003)
- Sarah Greene, attrice irlandese (Cork, n. 1984)

## Calciatori(2)
- Aaron Greene, calciatore irlandese (Dublino, n. 1990)
- Serginho Greene, ex calciatore olandese (Amsterdam, n. 1982)

## Cantanti(2)
- Ellen Greene, cantante e attrice statunitense (New York, n. 1951)
- Shannon, cantante statunitense (Washington, n. 1958)

## Cestiste(2)
- Nikki Greene, cestista statunitense (North Charleston, n. 1990)
- Kalana Greene, ex cestista statunitense (St. Stephen, n. 1987)

## Cestisti(4)
- Brian Greene, ex cestista statunitense (Thornton, n. 1981)
- Demond Greene, ex cestista e allenatore di pallacanestro statunitense (Fort Hood, n. 1979)
- Donté Greene, ex cestista statunitense (Monaco di Baviera, n. 1988)
- Ty Greene, ex cestista statunitense (Knoxville, n. 1992)

## Comici(1)
- Shecky Greene, comico statunitense (Chicago, n. 1926 - Las Vegas, † 2023)

## Compositori(1)
- Maurice Greene, compositore e organista inglese (Londra, n. 1696 - Londra, † 1755)

## Culturisti(1)
- Kai Greene, culturista statunitense (Brooklyn, n. 1975)

## Direttori della fotografia(1)
- W. Howard Greene, direttore della fotografia statunitense (West Warwick, n. 1895 - Los Angeles, † 1956)

## Drammaturghi(1)
- Robert Greene, drammaturgo britannico (Norwich, n. 1558 - Londra, † 1592)

## Fisici(1)
- Brian Greene, fisico statunitense (New York, n. 1963)

## Fotografi(1)
- Milton H. Greene, fotografo e produttore cinematografico statunitense (New York, n. 1922 - Los Angeles, † 1985)

## Fotoreporter(1)
- Stanley Greene, fotoreporter statunitense (Brooklyn, n. 1949 - Parigi, † 2017)

## Generali(1)
- Nathanael Greene, generale statunitense (Warwick, n. 1742 - Savannah, † 1786)

## Giocatori di football americano(10)
- Joe Greene, ex giocatore di football americano statunitense (Temple, n. 1946)
- Courtney Greene, ex giocatore di football americano statunitense (New Rochelle, n. 1986)
- Danny Greene, ex giocatore di football americano statunitense (Compton, n. 1961)
- Ken Greene, ex giocatore di football americano statunitense (Lewiston, n. 1956)
- Kevin Greene, giocatore di football americano e allenatore di football americano statunitense (Schenectady, n. 1962 - † 2020)
- Khaseem Greene, giocatore di football americano statunitense (Elizabeth, n. 1989)
- Leonard Greene, ex giocatore di football americano tedesco (Darmstadt, n. 1980)
- Mike Greene, giocatore di football americano statunitense (Richmond, n. 1999)
- Reggie Greene, ex giocatore di football americano e scrittore statunitense (New York, n. 1976)
- Shonn Greene, ex giocatore di football americano statunitense (Sicklerville, n. 1985)

## Giocatori di snooker(1)
- Gerard Greene, giocatore di snooker britannico (Chatham, n. 1973)

## Hockeisti su ghiaccio(1)
- Andy Greene, hockeista su ghiaccio statunitense (Trenton, n. 1982)

## Informatiche(1)
- Diane Greene, informatica e dirigente d'azienda statunitense (Rochester, n. 1955)

## Lunghisti(1)
- Joe Greene, ex lunghista statunitense (Dayton, n. 1967)

## Musicisti(1)
- Washed Out, musicista statunitense (Perry, n. 1982)

## Nuotatori(1)
- James Greene, nuotatore statunitense (Boston, n. 1876 - Bronxville, † 1962)

## Ostacolisti(1)
- David Greene, ostacolista e velocista britannico (Llanelli, n. 1986)

## Pallavolisti(1)
- Arvis Greene, pallavolista statunitense (Los Angeles, n. 1995)

## Politiche(1)
- Enid Greene, politica e avvocata statunitense (San Rafael, n. 1958)

## Registi(1)
- David Greene, regista, produttore cinematografico e sceneggiatore britannico (Manchester, n. 1921 - Ojai, † 2003)

## Sceneggiatrici(1)
- Eve Greene, sceneggiatrice statunitense (Chicago, n. 1906 - Laguna Hills, † 1997)

## Scrittori(2)
- Graham Greene, scrittore, drammaturgo e sceneggiatore britannico (Berkhamsted, n. 1904 - Corseaux, † 1991)
- Robert Greene, scrittore statunitense (Los Angeles, n. 1959)

## Scrittrici(1)
- Sonia Greene, scrittrice e editrice statunitense (Ičnja, n. 1883 - Los Angeles, † 1972)

## Tenniste(1)
- Alice Greene, tennista britannica (Upton, n. 1879 - Saint Brélade, † 1956)

## Tuffatori(1)
- Alan Greene, tuffatore statunitense (n. 1911 - † 2001)

## Velocisti(3)
- Cejhae Greene, velocista antiguo-barbudano (Saint John's, n. 1995)
- Charles Greene, velocista statunitense (Pine Bluff, n. 1945 - Lincoln, † 2022)
- Maurice Greene, ex velocista statunitense (Kansas City, n. 1974)

## Violiniste(1)
- Jessy Greene, violinista, violoncellista e cantante statunitense (Sheffield)

## Violinisti(1)
- Richard Greene, violinista statunitense (Los Angeles, n. 1942)

## Wrestler(2)
- Brad Greene, wrestler statunitense (Boone, n. 1983)
- August Grey, wrestler statunitense (Randolph, n. 1993)

## Senza attività specificata(1)
- Anne Greene, britannica (Steeple Barton, n. 1628 - † 1659)